# Megacythere stevensoni
Megacythere stevensoni is een mosselkreeftjessoort uit de familie van de Cytheromatidae. De wetenschappelijke naam van de soort is voor het eerst geldig gepubliceerd door Puri.